# Сюрмели Али-паша
Сюрмели Али-паша (тур. Sürmeli Ali Paşa; 1645 — 29 мая 1695, Эдирне) — османский государственный деятель, великий визирь с 12 марта 1694 по 1 мая 1695 года.

## Биография
Сюрмели Али-паша был родом из Диметоки, своё прозвище Сюрмели получил в поздние годы, поскольку красил краской глаза. В молодости занимал должность арпа-эмини (снабженец ячменём), а в декабре 1688 года был назначен дефтердаром, должность которого занимал до января 1690 года. После увольнения занимал должность бас-дефтердара (заместителя главного казначея), затем 31 августа 1691 года вновь был назначен на должность дефтердара и ему было присвоено звание визиря. 
В 1692 году Сюрмели Али-паша был назначен бейлербеем Кипра, а затем бейлербеем Триполи. 12 марта 1694 года султан Ахмед II назначил его великим визирем, сменив в этой должности Бозоклу Мустафа-пашу. Сюрмели Али-паша отправился в Эдирне, чтобы возглавить армию во время военного похода в австрийские земли, где продолжалась война Священной лиги. Османская армия и армия Крымского ханства, возглавляемая Селимом I Гераем, осадили Петроварадин. Осада провалилась из-за проливных дождей, которые заливали траншеи турок и Сюрмели Али-паша приказал снять осаду и увёл её зимовать в Белград.
Вернувшись из похода, Сюрмели Али-паша решил укрепить своё влияние, снимая некоторых сановников и назначая на их место своих родственников. После смерти Ахмеда II новым султаном стал Мустафа II, который восстановил нескольких сановников в своих должностях. В начале мая 1695 года Сюрмели Али-паша был обвинён в том, что он плохо командовал войсками и был отправлен в отставку с поста великого визиря и ему стали выплачивать пенсию в размере 300 акче. 28 мая того же года Сюрмели Али-паша был привезён в Эдирне, где на следующий день он был казнён.